# Емельянов, Иван Пантелеймонович
Ива́н Пантелеймо́нович Емелья́нов (26 сентября 1860 — 27 сентября 1916) — российский революционер, член Народной воли.

## Биография
По бедности родителей, воспитывался в Константинополе у своего дяди А. Н. Емельянова, служившего в русском посольстве. В 1870 привезён в Санкт-Петербург и отдан на воспитание в семью Н. Ф. и А. Н. Анненских, у которых проживал до 1879. В 1870—1871 гг. готовился под руководством Анненских к поступлению в учебное заведение. В 1872 поступил в 1-е Петербургское реальное училище, откуда по болезни (а по другим сведениям, вследствие плохой подготовки к систематическим занятиям) вышел в 1875. В том же году поступил в ремесленное училище цесаревича Николая в Санкт-Петербурге. Путём самообразования к концу 1870-х гг. выработал в себе революционное мировоззрение, близкое к программе «Земли и Воли». Познакомился в квартире Анненских с рядом землевольцев и др. революционеров (в 1879 был хорошо знаком с Н. А. Морозовым, Н. И. Кибальчичем и др.). В 1879 окончил училище по столярно-резному мастерству со званием подмастерья, и как лучший ученик в том же году командирован на средства барона Г. О. Гинцбурга в Париж для усовершенствования в ремесле. Кроме Франции побывал в Германии, Австрии и Швейцарии, где знакомился с условиями жизни западно-европейских крестьян и рабочих и следил за развитием революционного движения в Западной Европе. Вернулся в Санкт-Петербург, по его показаниям на следствии, в ноябре 1880, а, по воспоминаниям других лиц, — в начале лета 1880, и на лето уехал в провинцию, откуда осенью 1880 вернулся в Санкт-Петербург. После процесса 16-ти народовольцев, оказавшего на него влияние, встретившись в квартире Анненских с А. П. Корбой, заявил последней о своём желании примкнуть к партии «Народная Воля» и посвятить себя террору. В конце 1880 вступил в партию «Народная Воля». В январе 1881 по рекомендации А. П. Корбы принят А. И. Желябовым в дружину для совершения цареубийства. На призыв А. И. Желябова непосредственно принять участие в покушении на Александра II метательными снарядами откликнулся в числе первых; был известен под кличками «Михаил» или «Сугубый»
В феврале 1881 ездил с А. И. Желябовым и другими в Парголово для испытания метательных снарядов. Утром 1 марта 1881 получил на конспиративной квартире Н. Саблина и Г. Гельфман метательный снаряд и отправился на угол Невского проспекта и Малой Садовой улицы, где ожидал проезда Александра II. По знаку С. Л. Перовской перешёл с другими на Екатерининский канал, по которому должен был проехать царь. На канале занял третье место и должен был бросить снаряд в царя, если бы бомба Гриневицкого не оказала действия. Когда Александр II был ранен снарядом И. И. Гриневицкого, Е-в, держа под мышкой завёрнутый в газетной бумаге метательный снаряд, бросился к тяжело раненому И. И. Гриневицкому, желая узнать жив ли он и нельзя ли его спасти в суматохе, и, убедившись, что уже поздно, подошёл к раненому царю и помог уложить его в сани, а затем вместе с Т. Михайловым унёс снаряд обратно на конспиративную квартиру на Тележную улицу Оговорён Н. И. Рысаковым и опознан В. Меркуловым на улице. Арестован 14 апреля 1881 на своей квартире в Санкт-Петербурге, где жил по легальным документам. На следствии признал своё участие в цареубийстве. Заключён 25 июля 1881 в Трубецкой бастион Петропавловской крепости. По высочайшему повелению от 8 декабря 1881 предан суду Особого прис. сената по обвинению в принадлежности к «Нар. Воле» и в участии в покушении 1 марта 1881. Переведен 27 янв. 1882 в Дом предварительного заключения. Судился Особ. прис. сенатом по процессу двадцати народовольцев 9—15 февраля 1882. На суде отказался от показаний, данных на предварительном следствии и отрицал своё участие в цареубийстве 1 марта 1881. Приговорён 15 февраля 1882 к лишению всех прав состояния и смертной казни через повешение. Приговор объявлен 25 февраля 1882 в окончательной форме. Переведён 26 февраля 1882 обратно в Трубецкой бастион. От подачи кассационной жалобы отказался. При высочайшей конфирмации приговора 17 марта 1882 смертная казнь заменена пожизненной ссылкой в каторжные работы в рудниках. Переведён из крепости 4 июля 1883 в Дом предварительного заключения для отправления в Сибирь.
На основании сообщения заведывающего Домом предварительного заключения 6 июля 1883 о его болезни был 21 июля 1883 освидетельствован в Доме предварительного заключения особой комиссией, которая установила, что он «страдает в сильной степени цингою с опухолью ног, подтёками и поражением дёсен, вследствие чего он не только не может ходить, но и с трудом стоять, почему в настоящее время (июль 1883) по состоянию здоровья отправлен быть не может». Отправлен в Сибирь летом 1884 и в декабре т. г. прибыл на Кару. В 1889 подал всепод. прошение о помиловании, которое было оставлено без последствий с предоставлением приамурск. ген.-губ-ру права облегчить его участь в пределах устава о ссыльных. По предписанию воен. губ-pa Забайкальск. обл. от 3 авг. 1890 переведён в разряд исправляющихся и выпущен на жительство вне тюрьмы. По высочайшему указу от 17 апр. 1891 бессрочная каторга заменена срочною на 20 лет. По манифесту 14 ноября 1894 на основании высочайшем повелением от 5 октября 1895 переведён из разряда ссыльно-каторжных в разряд ссыльно-поселенцев. По манифесту 1896 сокращён срок для перечисления в крестьяне, назначен 14-летний срок для пребывания в Сибири и частично восстановлен в правах. С середины 1890-х гг. поселился в Хабаровске, где сперва занимался частными уроками, потом был учителем детей И. Пьянкова. Сблизившись с последним, был приглашён на должность управляющего делами его торговой фирмы. Впоследствии — Хабаровск. домовладелец и член совета Хабаровск. общества взаимного кредита; местный общественный деятель, субсидировавший издававшиеся в Благовещенске газеты. Умер в Хабаровске 27 сент. 1916.
- 1870—1879 — Из-за бедности родителей был отдан на воспитание в семью Анненских.
- В 1872 году поступает в 1-е Петербургское реальное училище. В том же году поступает в ремесленное училище.
- К концу 1870-х гг. — путём самообразования вырабатывает в себе революционное мировоззрение, близкое к программе «Земли и Воли».
- 1879 — оканчивает училище по столярно-резному мастерству со званием подмастерья и как лучший ученик в том же году командирован на средства барона Г. О. Гинцбурга в Париж для усовершенствования в ремесле. В Европе знакомится с условиями жизни западноевропейских крестьян и рабочих и следит за развитием революционного движения.
- 1880 — вступает в партию «Народная Воля».
- В январе 1881 года по рекомендации А. П. Корбы принят А. И. Желябовым в дружину для совершения цареубийства.
- Утром 1 марта 1881 получает на конспиративной квартире Н. Саблина и Г. Гельфман метательный снаряд и отправляется на угол Невского проспекта и Малой Садовой, где ожидает проезда Александра II. По знаку С. Л. Перовской перешёл с другими на Екатерининский канал, по которому должен был проехать царь. Заняв третье место, Емельянов должен был бросить снаряд в царя, если бы бомба Гриневицкого не оказала действия. После убийства, бросается к тяжело раненому Гриневицкому, в надежде спасти его в суматохе, и, убедившись, что уже поздно, помогает уложить умирающего в сани, а затем вместе с Т. Михайловым уносит снаряд обратно на конспиративную квартиру. Назван властям Н. И. Рысаковым.
- 14 апреля 1881 — арест.
- 25 июля 1881 — заключение в Трубецкой бастион Петропавловской крепости.
- 27 января 1882 года — переведён в Дом предварительного заключения.
- 9—15 февраля 1882 — судился по Процессу двадцати народовольцев. Приговорен к смертной казни через повешение. От подачи кассационной жалобы отказался.
- 17 марта 1882 — при высочайшей конфирмации приговора смертная казнь заменена пожизненной каторгой в рудниках. Переведён из крепости 4 июля 1883 года в Дом предв. заключения для отправления в Сибирь.
- В 1884 году прибыл на Карийскую каторгу.
- В 1889 году подал прошение о помиловании.
- В 1890 году переведён в разряд исправляющихся и выпущен на жительство вне тюрьмы.
- 17 апреля 1891 года — по высочайшему указу бессрочная каторга заменена срочною на 20 лет.
- 14 ноября 1895 года — на основании повеления от 5 октября 1895 переведён из разряда ссыльно-каторжных в разряд ссыльно-поселенцев. Впоследствии стал Хабаровским домовладельцем и членом совета Хабаровского общества взаимного кредита. Умер в Хабаровске.